# Minga Guazú
Minga Guazú è una città del Dipartimento dell'Alto Paraná, nel Paraguay. Fa parte dell'agglomerato urbano della Gran Ciudad del Este. Era precedentemente nota come "Colonia Presidente Stroessner," ma il nome è stato cambiato dopo la caduta del dittatore Alfredo Stroessner. Minga Guazú si trova 20 km ad ovest del capoluogo del dipartimento, Ciudad del Este.

## Il nome
Il suo nome deriva dalla parola quechua "Minga", che significa "lavoro comunitario" e la parola guaraní "guasu", che significa grande. Il significato del nome è quindi “grande lavoro comunitario”.

## Storia
Minga Guazú è stata fondata nel 1959 ed è cresciuta grazie al lavoro dei Salesiani di Don Bosco, condotto dal sacerdote Guido Coronel. La località fu elevata al rango di distretto nel 1990.

## Geografia fisica

### Clima
La temperatura media annuale è di 21 °C, la più alta raggiunge i 38 °C e le minima è di 0 °C. L'importo massimo di pioggia annuale si verifica nel paese proprio nel Dipartimento dell'Alto Paraná. 

## Società

### Evoluzione demografica
Dei 60.719 abitanti stimati dalle proiezioni statistiche per il 2009, secondo le stime della Direzione Generale di Statistica, Censimento e sondaggi 31.358 erano maschi e 29.361 femmine erano maschi. 

## Economia
Gran parte dell'attività economica della città si basa sulla cooperazione; il distretto è diventato un vero polo agro-industriale. 
Conosciuta come la "capitale industriale" del Paraguay, la città ospita una delle più grandi cooperative dell'America Latina. 
La coltivazione principale è la soia; seguono mais, manioca, girasoli, frumento, ortaggi e fagioli.
La più grande industria di semi e fertilizzanti del Paraguay, la multinazionale Cargill, è a Minga Guazú.
L'Associazione germanica dell'Alto Paraná ha la sua sede a Minga Guazú, animata dagli immigrati tedeschi che lavorano nel settore agricolo.
Il governo taiwanese ha investito in città, promuovendo l'installazione del Parque Industrial Oriente.

### Turismo
L'aeroporto di Guarani che si trova nella città di Minga Guazú, è uno degli aeroporti più moderni in Sud America, e si trova a 4 km dalla Strada VII "Dr. Gaspar Rodriguez de Francia" e a 30 km da Ciudad del Este. 
Il Minga Guazú Expo si svolge annualmente nel mese di settembre e la festa patronale si celebra il 24 maggio, il giorno di Maria Ausiliatrice. Il 6 luglio si celebra la "Giornata del Minguero". 
Ha due grandi centri urbani, al km 20 e al km 16. Nel primo, nel 1966 sono state costruite una scuola e una chiesa dedicata alla santa patrona, Maria Ausiliatrice. 
In un altro centro ci sono le istituzioni pubbliche fondamentali e il Don Bosco College. 
Nella zona i fiumi sono il Monday, l'Acaray, il torrente Acaray-mi e il Santa Maria. 
Un club molto attraente per i turisti è il Paradiso Golf Club, situato a 24 km da Ciudad del Este, sulla Strada VII. Nel lago, ci sono bungalows per i visitatori, con la possibilità di peaticare equitazione, tiro con l'arco, aerobica e pesca sportiva di specie autoctone, come la tilapia.

## Infrastrutture e trasporti

### Strade
Minga Guazú è situata all'intersezione tra la strada nazionale 2, che unisce Asunción con Ciudad del Este, e la strada nazionale 2 per Encarnación.

### Aeroporti
L'aeroporto internazionale Guarani, che si trova nella parte ovest della cittadina, offre voli regolari per Asuncion, San Paolo del Brasile e altre tratte. È il secondo aeroporto per grandezza del paese dopo l'aeroporto Internazionale Silvio Pettirossi di Asunción.